# 双汇镇
双汇镇，是中华人民共和国四川省广元市旺苍县下辖的一个乡镇级行政单位。2020年5月，撤销正源乡，将原正源乡白鹤村、辕门村、卫星村、深溪村、茶农村所属行政区域划归双汇镇管辖。

## 行政区划
双汇镇下辖以下地区：
两汇寺社区、毛寨村、莲花村、班竹村、大坪村、乔安村、金龙村、东山村、龙泉村、永庆村和汶水村。